# Laura Clifford Barney

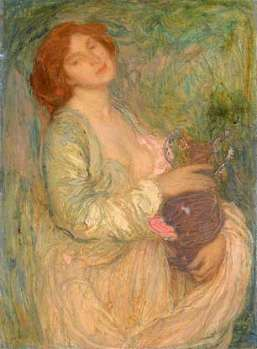
Edmond François Aman-Jean: Laura Clifford Barney als Frau mit Vase, Smithsonian American Art Museum (um 1900)

Laura Clifford Barney (* 30. November 1879 in Cincinnati, Ohio; † 18. August 1974 in Paris, Frankreich) war eine US-amerikanische Autorin und Anhängerin der Bahai-Religion.

## Leben
Laura Clifford Barney war die jüngste Tochter des wohlhabenden Eisenbahnbesitzers Albert Clifford Barney (1855–1902) und seiner Frau Alice Pike (1857–1931). Ihre ältere Schwester war Natalie Clifford Barney (1876–1972), die später eine erfolgreiche Autorin wurde und offen ihre lesbische Beziehung lebte (Polyamory). Zusammen mit ihrer Schwester besuchte sie das französische Mädchen-Internat Les Ruches in Fontainebleau von Mademoiselle Marie Souvestre.

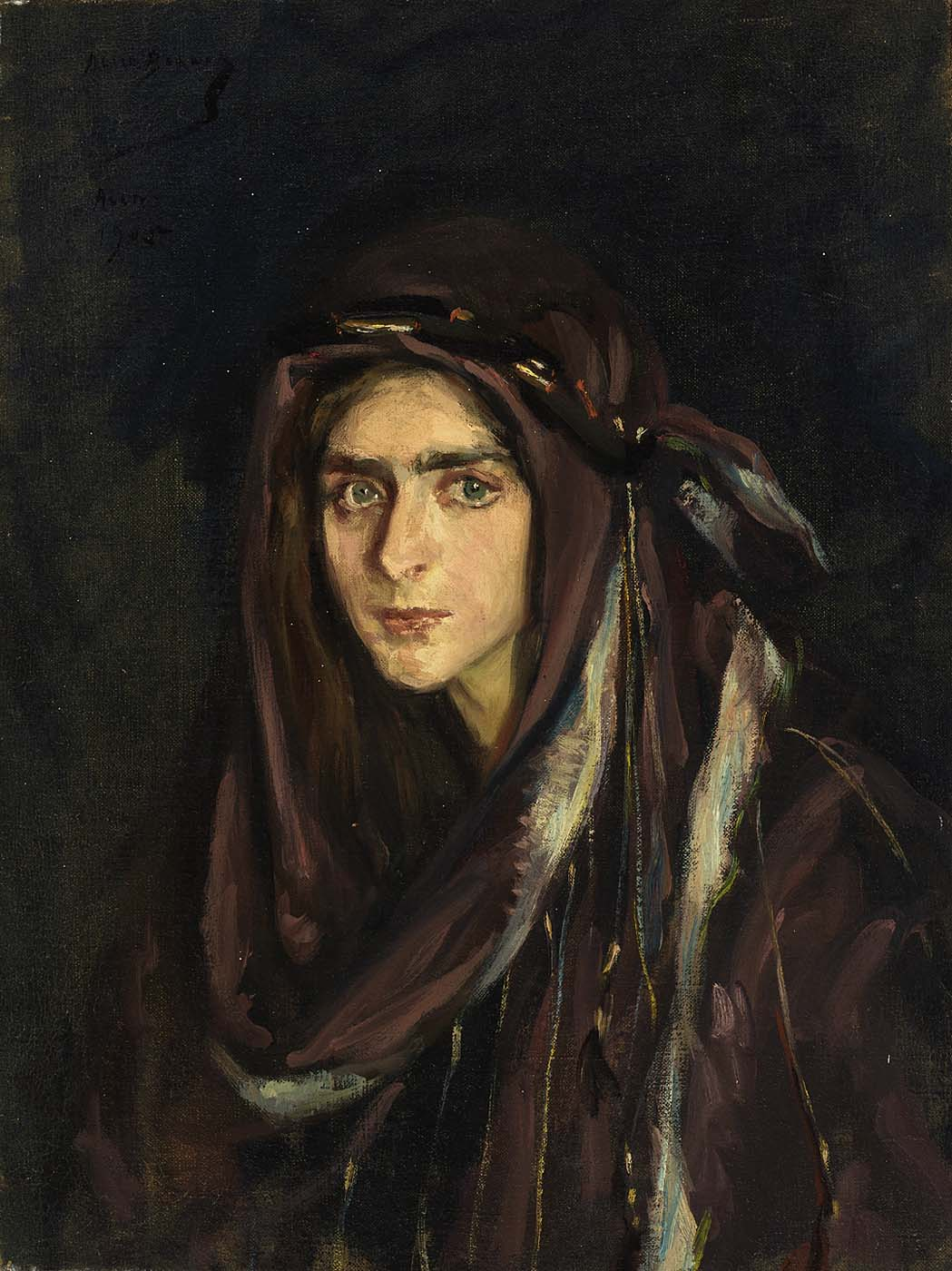
Alice Pike Barney: Laura Clifford Barney in arabischer Tracht (1905)

Laura kam in Paris durch die Kanadierin May Ellis Bolles (später Maxwell) in Kontakt mit der Bahai-Offenbarung und wurde um 1900 Bahai. Kurz darauf stellte Laura den Glauben ihrer Mutter vor, die ebenfalls zum Bahai-Glauben konvertierte. Bekannt wurde Laura durch ihre Interviews mit Abdul-Baha zwischen 1904 und 1906 in Akkon, die als Beantwortete Fragen veröffentlicht wurden. 1905 besuchte Laura mit ihrer Mutter gemeinsam Abdul-Baha. Die Beantworteten Fragen wurden 1908 zunächst in London auf Englisch veröffentlicht. Ebenfalls auf Englisch veröffentlichte sie 1910 ein Drama in fünf Akten mit dem Titel „God’s Heroes“ über Qurrat al-ʿAin (unter Bahai vor allem bekannt als Tahirih). Laura arbeitete selbst mit ihrem späteren Ehemann, den französischen Gelehrten und Bahai Hippolyte Dreyfus (1873–1928), an der französischen Übersetzung der Beantworteten Fragen. 1911 heirateten sie und nahmen zusammen den Nachnamen Dreyfus-Barney an. Sie unternahmen viele andere gemeinsame Aktivitäten im Dienste ihres Glaubens. So unter anderem Besuche in der Festung Maku im Iran, in dem der Bab gefangen war, und in anderen Teilen Persiens, am ersten Haus der Andacht in Aşgabat im russischen Teil Turkestans, in Indochina und anderen Teilen des Fernen Ostens.
Während des Ersten Weltkrieges diente sie im „American Ambulance Corps“ (1914–1915) und dem Amerikanischen Roten Kreuz (1916–1918) in Frankreich und half dabei das erste Kinderkrankenhaus in Avignon (1918) zu gründen. Den Rest ihres Lebens widmete sie sich internationalen humanitären und philanthropischen Aktivitäten, die meist mit dem Völkerbund und den Vereinten Nationen zusammenhingen. Für ihre Dienste wurde ihr 1925 der Titel Ritter und 1937 der Titel Offizier der französischen Ehrenlegion verliehen. 

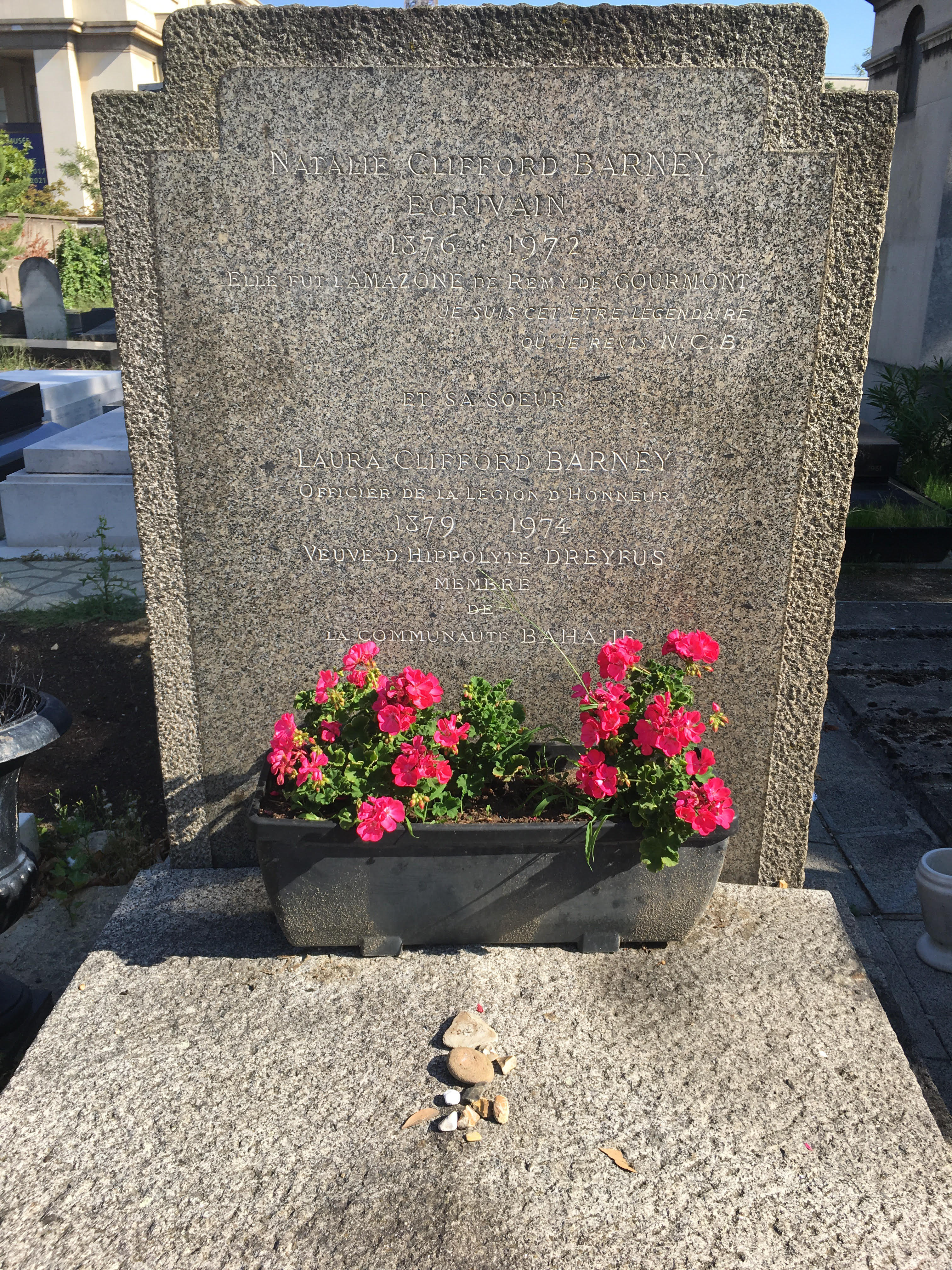
Grab von Natalie und Laura Clifford Barney in Paris

Sie starb am 18. August 1974 und wurde auf dem Cimetière de Passy in Paris beerdigt.